# Vazeilles-près-Saugues
Vazeilles-près-Saugues era una comuna francesa situada en el departamento de Alto Loira, de la región de Auvernia-Ródano-Alpes, que el 1 de enero de 2016 pasó a ser una comuna delegada de la comuna nueva de Esplantas-Vazeilles al fusionarse con la comuna de Esplantas.

## Demografía
| Gráfica de evolución demográfica de Vazeilles-près-Saugues entre 1800 y 2013 |
|                                                                              |

Los datos demográficos contemplados en este gráfico de la comuna de Vazeilles-près-Saugues se han cogido de 1800 a 1999 de la página francesa EHESS/Cassini, y los demás datos de la página del INSEE.